# 勒特朗热
勒特朗热（法語：Le Tranger，法語發音：[lə tʁɑ̃ʒe]）是法国安德尔省的一个市镇，位于该省西北部，属于沙托鲁区。

## 地理
勒特朗热（46°57'25"N, 1°14'25"E）面积22.26 平方千米，位于法国中央-卢瓦尔河谷大区安德尔省，该省份为法国中部省份，北起卢瓦-谢尔省，西北接安德尔-卢瓦尔省，西南接维埃纳省，南至克勒兹省和上维埃纳省，东临谢尔省。
与勒特朗热接壤的市镇（或旧市镇、城区）包括：安德尔河畔沙蒂永、克利永、安德尔河畔帕吕欧、圣梅达尔。

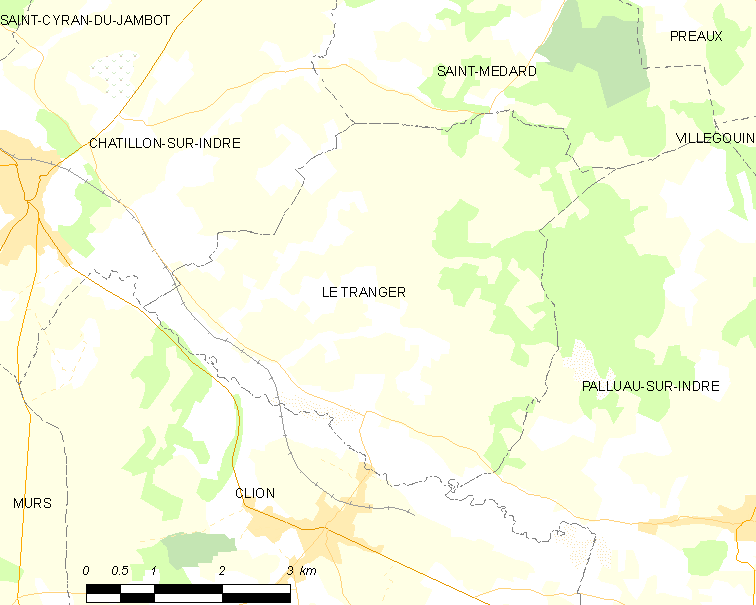
勒特朗热的OSM定位图

勒特朗热的时区为UTC+01:00、UTC+02:00（夏令时）。

## 行政
勒特朗热的邮政编码为36700，INSEE市镇编码为36225。

## 政治
勒特朗热所属的省级选区为比藏赛县。

## 人口

1962-2008年间勒特朗热人口变化图示

勒特朗热于2022年1月1日时的人口数量为171人。